# Amaurobius asuncionis
Amaurobius asuncionis är en spindelart som beskrevs av Cândido Firmino de Mello-Leitão 1946. 
Amaurobius asuncionis ingår i släktet Amaurobius och familjen mörkerspindlar. Artens utbredningsområde är Paraguay. Inga underarter finns listade i Catalogue of Life.